# Jaworzec
Jaworzec – nieistniejąca obecnie wieś w Polsce położona w województwie podkarpackim, w powiecie leskim, w gminie Cisna w Bieszczadach. Leży na prawym brzegu rzeki Wetlinki, ok. 3 km na północ od Kalnicy.

## Historia
Lokowana na prawie wołoskim przed 1580 przez Kmitów. Do 1553 Jaworzec dziedziczy Piotr Kmita Sobieński, a po jego śmierci znajduje się on w posiadaniu bezdzietnej wdowy Barbary Kmity z Herburtów. W 1580 po śmierci wdowy wieś przechodzi w posiadanie jej brata Stanisława Herburta. W XVII wieku znana jako siedziba beskidników. Wieś prawa wołoskiego w latach 1551-1600, położona w ziemi sanockiej województwa ruskiego.
W połowie XIX wieku właścicielem posiadłości tabularnej w Jaworcu z przysiółkami Bereh i Kobylyskie, był Karol hr. Łoś.
W 1921 liczyła 78 domów i 501 mieszkańców (497 wyznania greckokatolickiego, 4 wyznania mojżeszowego). W 1939 we wsi i przysiółkach mieszkało 670 osób.

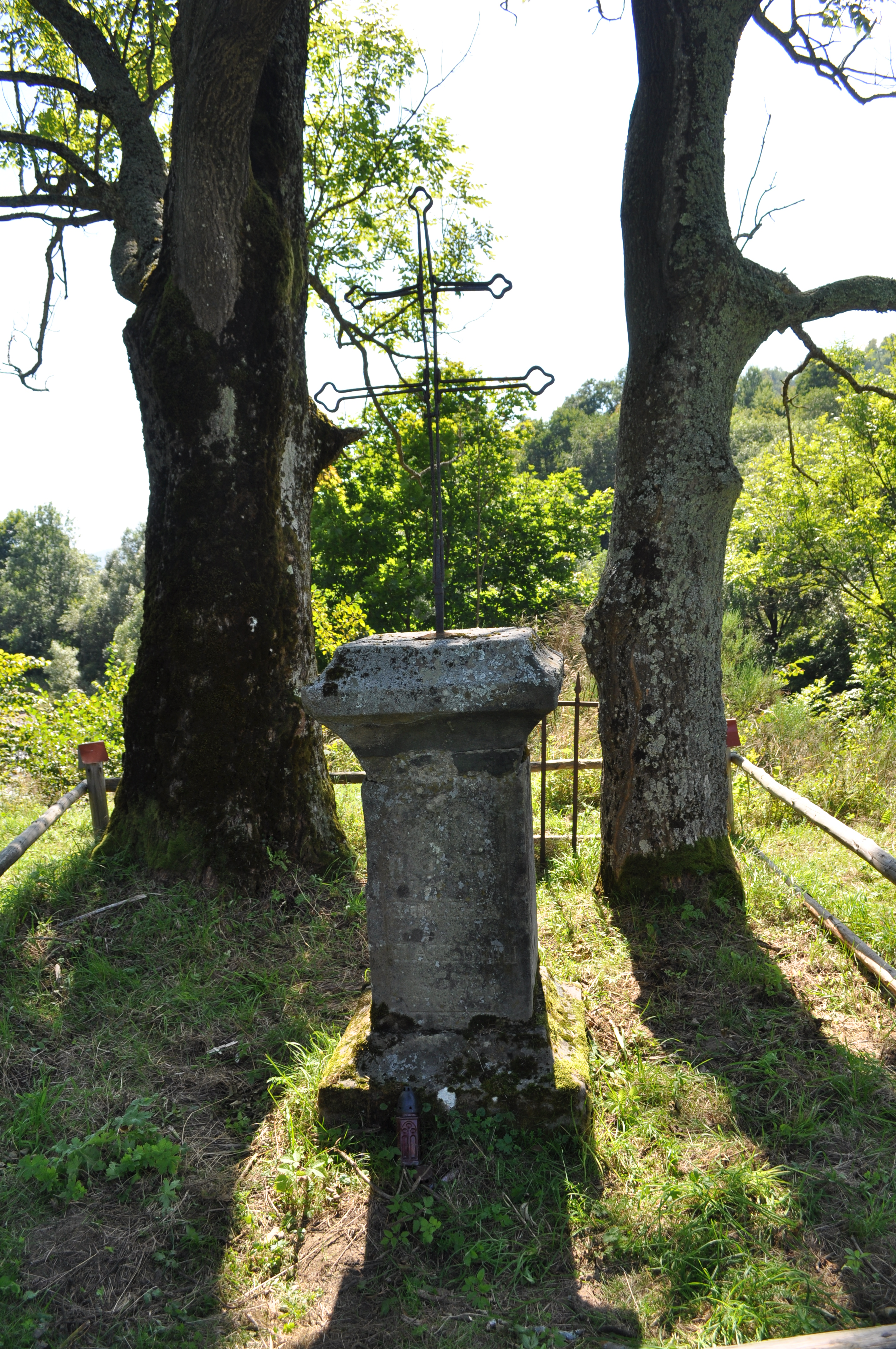
Krzyż pańszczyźniany w miejscowości Jaworzec, stan przed rekonstrukcją

Zachował się żelazny krzyż na cokole z piaskowca ufundowany przez mieszkańców Jaworca dla upamiętnienia zniesienia pańszczyzny w 1848, który w 2014 został zrekonstruowany przez wolontariuszy ze Stowarzyszenia Rozwoju Wetliny i Okolic, przy współpracy ze Stowarzyszeniem Magurycz. Z drewnianej cerkwi p.w. św. Wielkiego Męczennika Dymitra z 1846, która przestała istnieć po 1947, pozostały jedynie pozostałości podmurówki i betonowe schody.
Przez Jaworzec prowadzą szlaki turystyczne na Połoninę Wetlińską oraz do rezerwatu przyrody „Sine Wiry”. Znajduje się tutaj także bacówka PTTK, która rozpoczęła swoją działalność wiosną 1976 roku.

## Turystyka
W Jaworcu znajduje się jedynie bacówka PTTK, która rozpoczęła swoją działalność wiosną 1976.
Zaczyna się tutaj otwarta 14 czerwca 2012 ścieżka historyczna „Bieszczady Odnalezione”, wiodąca po nieistniejących już wsiach Jaworzec, Łuh i Zawój. Na jej trasie znajdują się dwujęzyczne tablice (w języku polskim i ukraińskim), wskazujące granice wsi, miejsca po cerkwiach, cmentarze, studnie z odtworzonymi cembrowinami i żurawiami oraz piwnice dawnych domostw, a także zebrane przez Stowarzyszenie Rozwoju Wetliny i Okolic relacje dawnych mieszkańców tych wsi, przymusowo wysiedlonych w latach 1945-1947. Wytyczenie ścieżki historycznej miało na celu ocalenie od zapomnienia ostatnich śladów dawnych mieszkańców (Ukraińców, Polaków i Żydów) oraz uczczenie pamięci wszystkich, którzy musieli opuścić swoje domostwa wiosną 1947 roku.

### Szlaki turystyczne
- Jaworzec – Smerek – Przełęcz M. Orłowicza – Połonina Wetlińska (schronisko PTTK „Chatka Puchatka”)
- Jaworzec – Falowa – Dołżyca – Łopiennik – Jabłonki (schronisko)